# Beuzeville
Beuzeville är en kommun i departementet Eure i regionen Normandie i norra Frankrike. Kommunen ligger i kantonen Beuzeville som tillhör arrondissementet Bernay. År 2022 hade Beuzeville 4 697 invånare.

## Befolkningsutveckling
Antalet invånare i kommunen Beuzeville
Referens:INSEE